# Comuna Ozun, Covasna
Ozun (în maghiară Uzon) este o comună în județul Covasna, Transilvania, România, formată din satele Bicfalău, Lisnău, Lisnău-Vale, Lunca Ozunului, Măgheruș, Ozun (reședința) și Sântionlunca.

## Așezare
Comuna Ozun este situată în partea sud-vestică a județului Covasna, în Depresiunea Sfântu Gheorghe, având ca vecini: în nord-vest comuna Ghidfalău; în vest municipiul Sfântu Gheorghe și comuna Chichiș; în sud comuna Dobârlău iar partea de nord, nord-vest comuna Reci. Comuna este străbătută de DN11, Brașov - Bacău.

## Demografie
Componența etnică a comunei Ozun
     Maghiari (79,47%)
     Români (12,58%)
     Romi (1,02%)
     Alte etnii (0,19%)
     Necunoscută (6,74%)
Componența confesională a comunei Ozun
     Reformați (53,55%)
     Romano-catolici (21,6%)
     Ortodocși (13,22%)
     Unitarieni (2,54%)
     Alte religii (1,5%)
     Necunoscută (7,6%)
Conform recensământului efectuat în 2021, populația comunei Ozun se ridică la 4.213 locuitori, în scădere față de recensământul anterior din 2011, când fuseseră înregistrați 4.430 de locuitori. Majoritatea locuitorilor sunt maghiari (79,47%), cu minorități de români (12,58%) și romi (1,02%), iar pentru 6,74% nu se cunoaște apartenența etnică. Din punct de vedere confesional, majoritatea locuitorilor sunt reformați (53,55%), cu minorități de romano-catolici (21,6%), ortodocși (13,22%) și unitarieni (2,54%), iar pentru 7,6% nu se cunoaște apartenența confesională.

## Politică și administrație
Comuna Ozun este administrată de un primar și un consiliu local compus din 13 consilieri. Primarul, Enikő Bordás[*], de la Uniunea Democrată Maghiară din România, este în funcție din 2021. Începând cu alegerile locale din 2024, consiliul local are următoarea componență pe partide politice:
|  | Partid                                 | Consilieri | Componența Consiliului | Componența Consiliului | Componența Consiliului | Componența Consiliului | Componența Consiliului | Componența Consiliului | Componența Consiliului | Componența Consiliului | Componența Consiliului | Componența Consiliului | Componența Consiliului |
|  | -------------------------------------- | ---------- | ---------------------- | ---------------------- | ---------------------- | ---------------------- | ---------------------- | ---------------------- | ---------------------- | ---------------------- | ---------------------- | ---------------------- | ---------------------- |
|  | Uniunea Democrată Maghiară din România | 11         |                        |                        |                        |                        |                        |                        |                        |                        |                        |                        |                        |
|  | Partidul Național Liberal              | 1          |                        |                        |                        |                        |                        |                        |                        |                        |                        |                        |                        |
|  | Alianța Maghiară din Transilvania      | 1          |                        |                        |                        |                        |                        |                        |                        |                        |                        |                        |                        |

## Scurt istoric

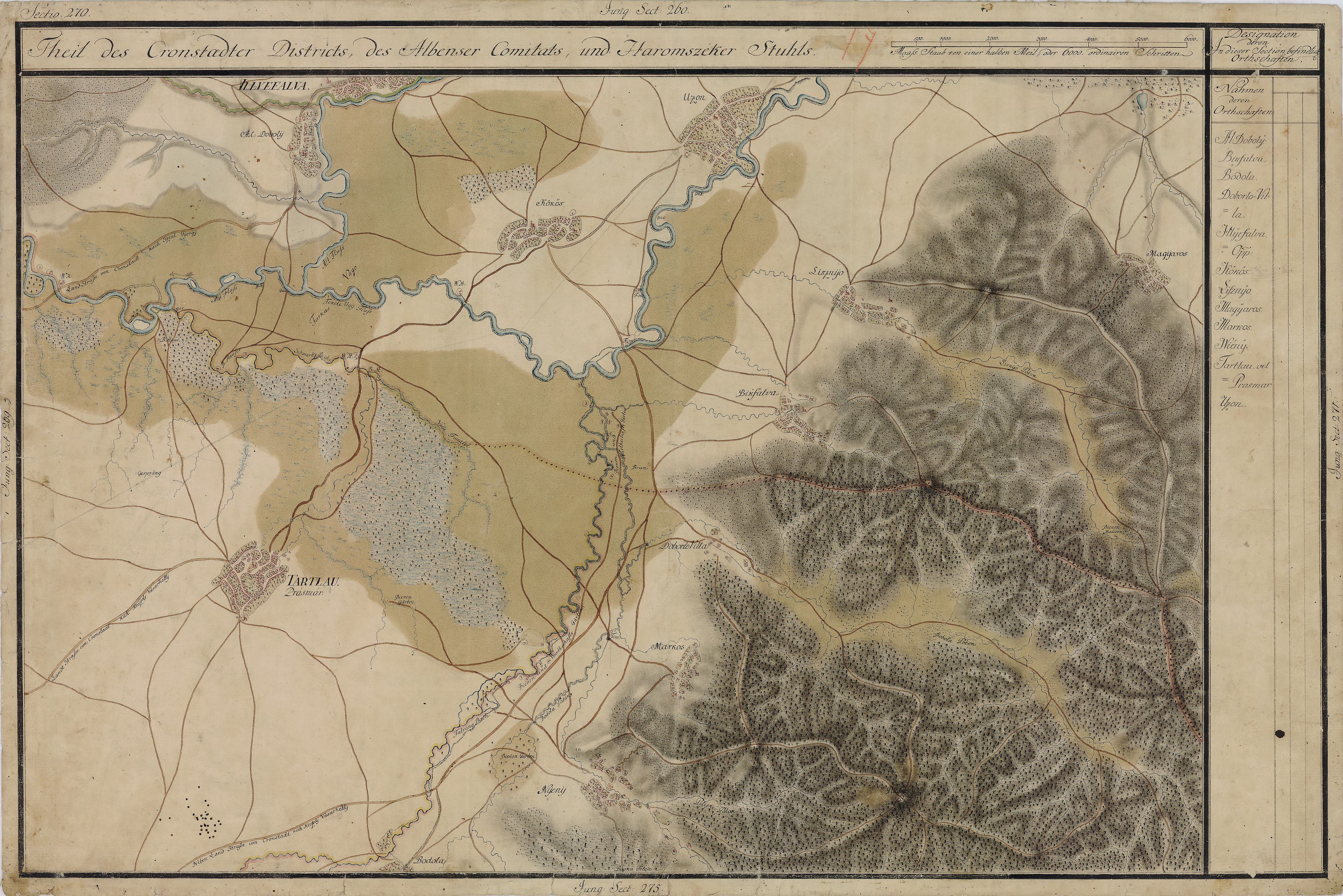
Ozun în Harta Iosefină a Transilvaniei, 1769-1773

Săpăturile arheologice făcute de-a lungul timpului pe teritoriul satelor aparținătoare comunei Ozun au descoperit materiale ce dovedesc urmele unor locuiri încă din cele mai vechi timpuri, astfel în satul Bicfalău s-au găsit mai multe materiale printre care, o mărgea de piatră cu vine albe și albastre atribuită culturii Coțofeni, un fier și un cuțit de plug din epoca romană precum și o așezare din epoca medievală.
De pe teritoriul satului Lisnău provin mai multe materiale arheologice; o piatră de râșniță, un topor de trahit și diverse unelte de piatră aparținând neoliticului, precum și așezări cu materiale atribuite culturilor Ariușd, Coțofeni, Scheneckenberg sau Sântana de Mureș-Cerneahov. Tot aici, între pârâul "Borzoș" și dealul "Várbérce" se află o cetate medievală (Cetatea Turcului) cu ziduri de piatră și mortar.
Fragmente ceramice pictate, o daltă de tuf, un amulet, un topor în formă de calapod, toate datate în neolitic s-au descoperit și la Sântionlunca, tot de aici provenind și patru celturi dintre care două de tip transilvănean și un vas ceramic roșu, toate datând din epoca bronzului târziu.
Urmele de fortificție ale unor construcții medievale: "Cetatea Aluniș" și "Cetatea Meszke" s-au descoperit în satul Măgheruș. 
Ceramică pictată de tip Cucuteni-Ariușd, ceramică ornamentală cu dungi de tip Coțofeni, o urnă ceramică Hallstattiană și ceramică dacică din epoca La Téne s-a descoperit la Ozun.

## Economie
Economia comunei este bazată pe activități în domeniul industriei alimentare, textile și de prelucrare primară a lemnului, precum și activități în domeniul comerțului, morăritului și panificației, serviciilor și agroturismului. Agricultura prin cultura plantelor (cartofi, cereale) și creșterea animalelor rămâne activitatea principală a zonei.

## Atracții turistice

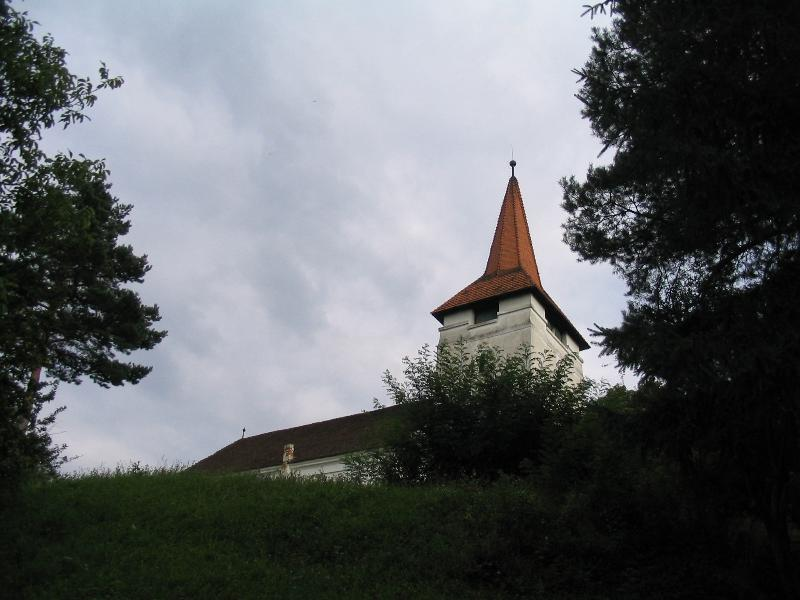
Biserica Reformată din satul Bicfalău

- Biserica reformată din Ozun, construită în secolul al XVII-lea
- Biserica romano-catolică din Sântionlunca, construită în anul 1774
- Capela Szent Iványi din Sântionlunca, secolul al XVIII-lea
- Biserica reformată din Lisnău, monument istoric
- Biserica reformată din Măgheruș, construită în anul 1752
- Biserica reformată din Bicfalău, secolul al XVI-lea
- Cetatățile Barabás și Törökvár din Lisnău-Vale
- Casa Simon din Bicfalău, construită în anul 1793
- Castelul Béldy-Mikes din Ozun, construit în anul 1775
- Cazarma Husarilor din Ozun, secolul al XVIII-lea
- Mestecănișul de la Reci (sit de importanță comunitară inclus în rețeaua europeană Natura 2000 în România)

## Vezi și

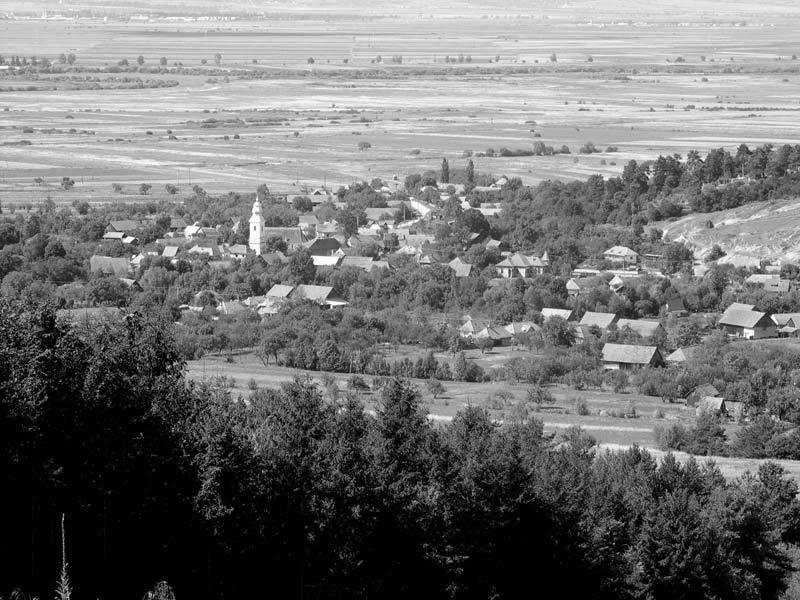
Vedere asupra satului Lisnău

## Imagini

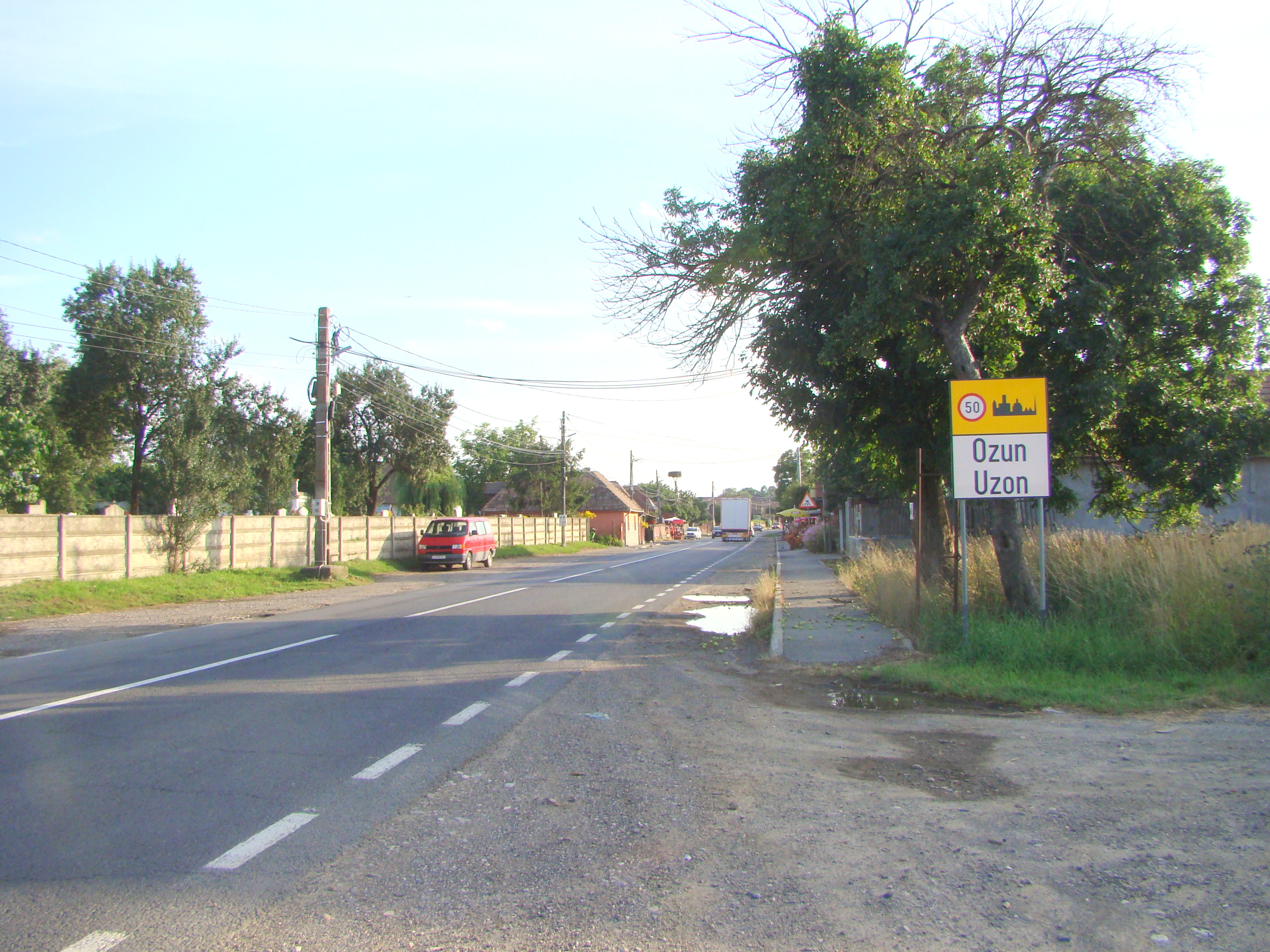
Ozun
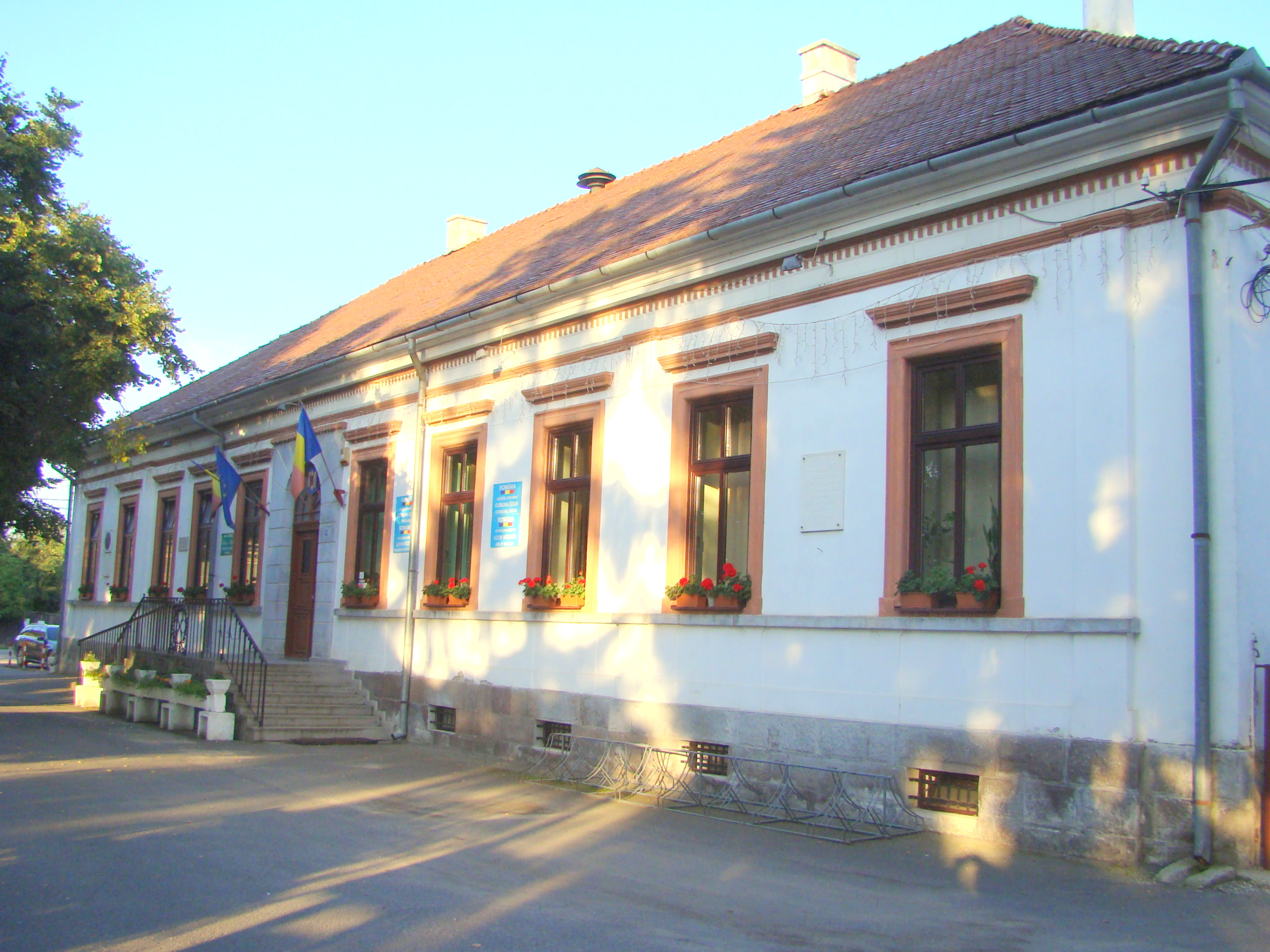
Primăria
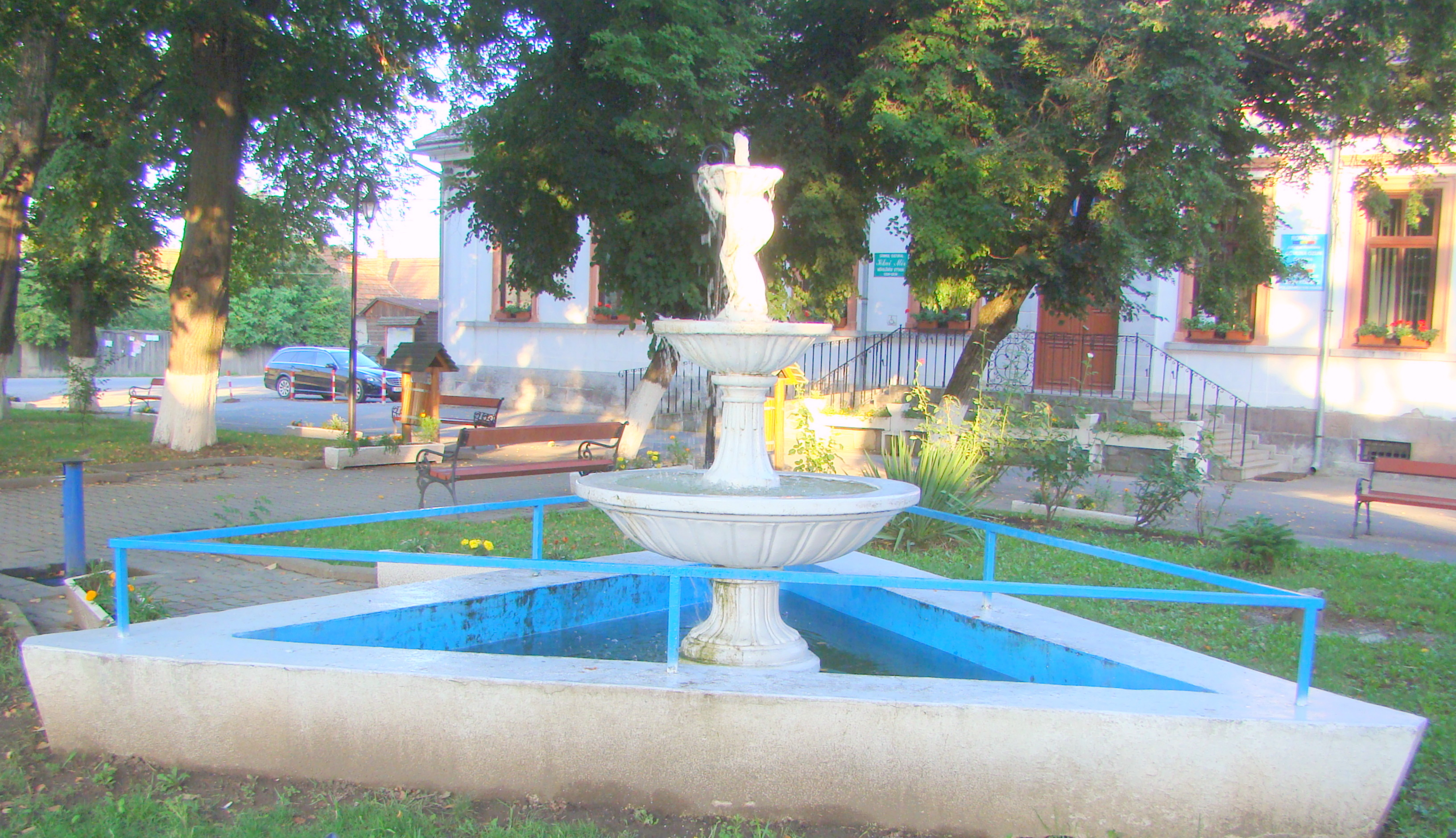
Parcul
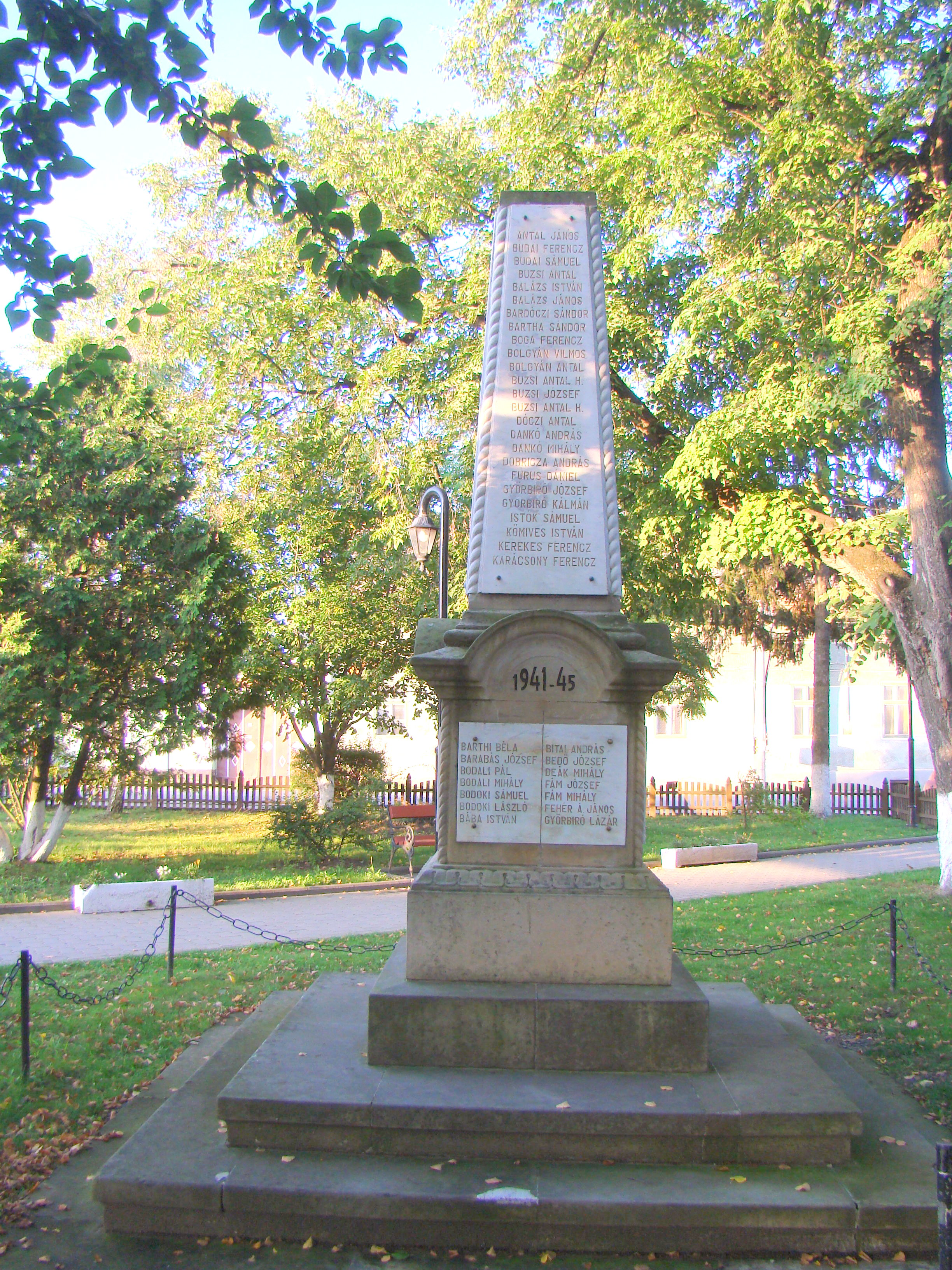
Monumentul eroilor
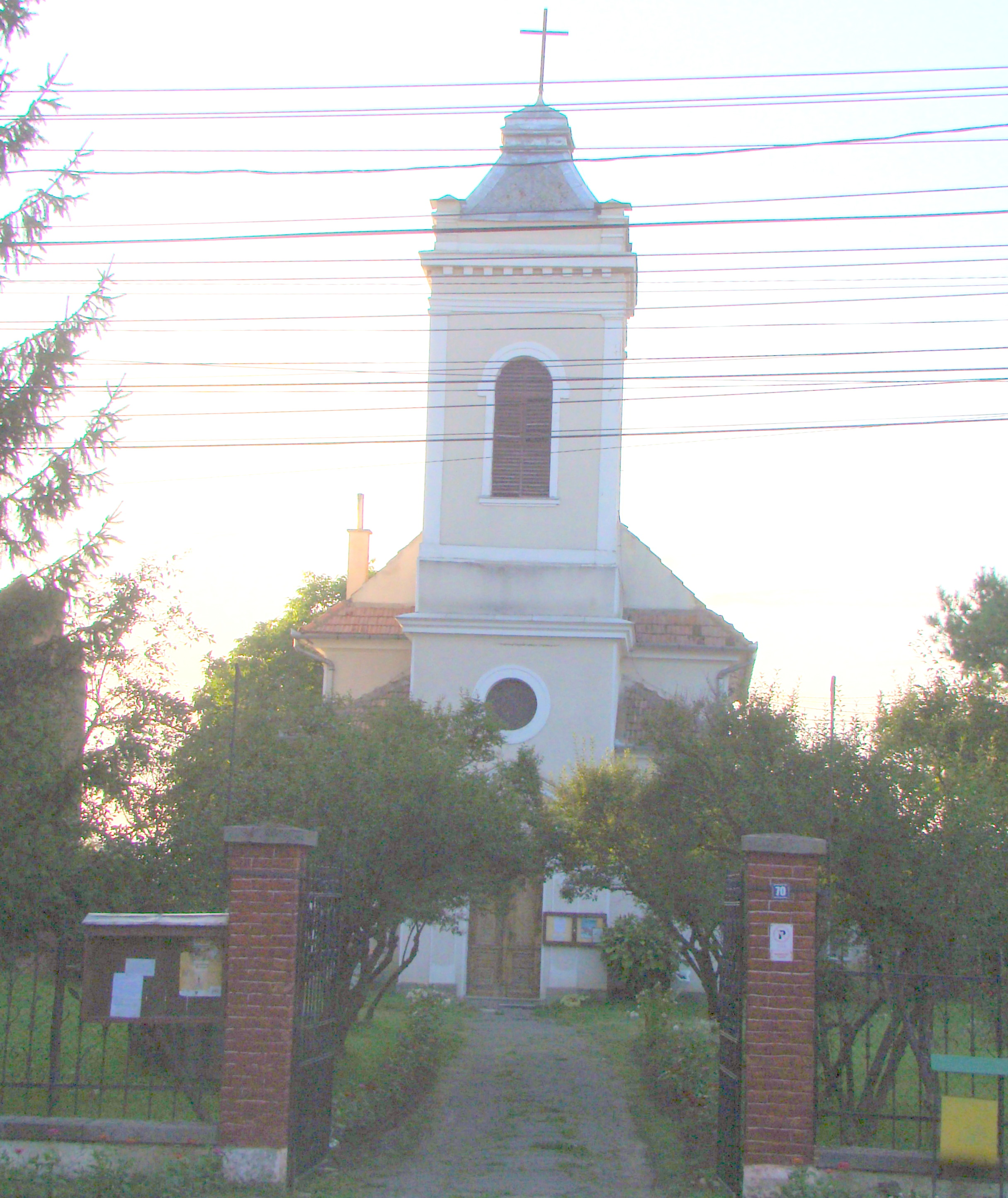
Biserica romano-catolică
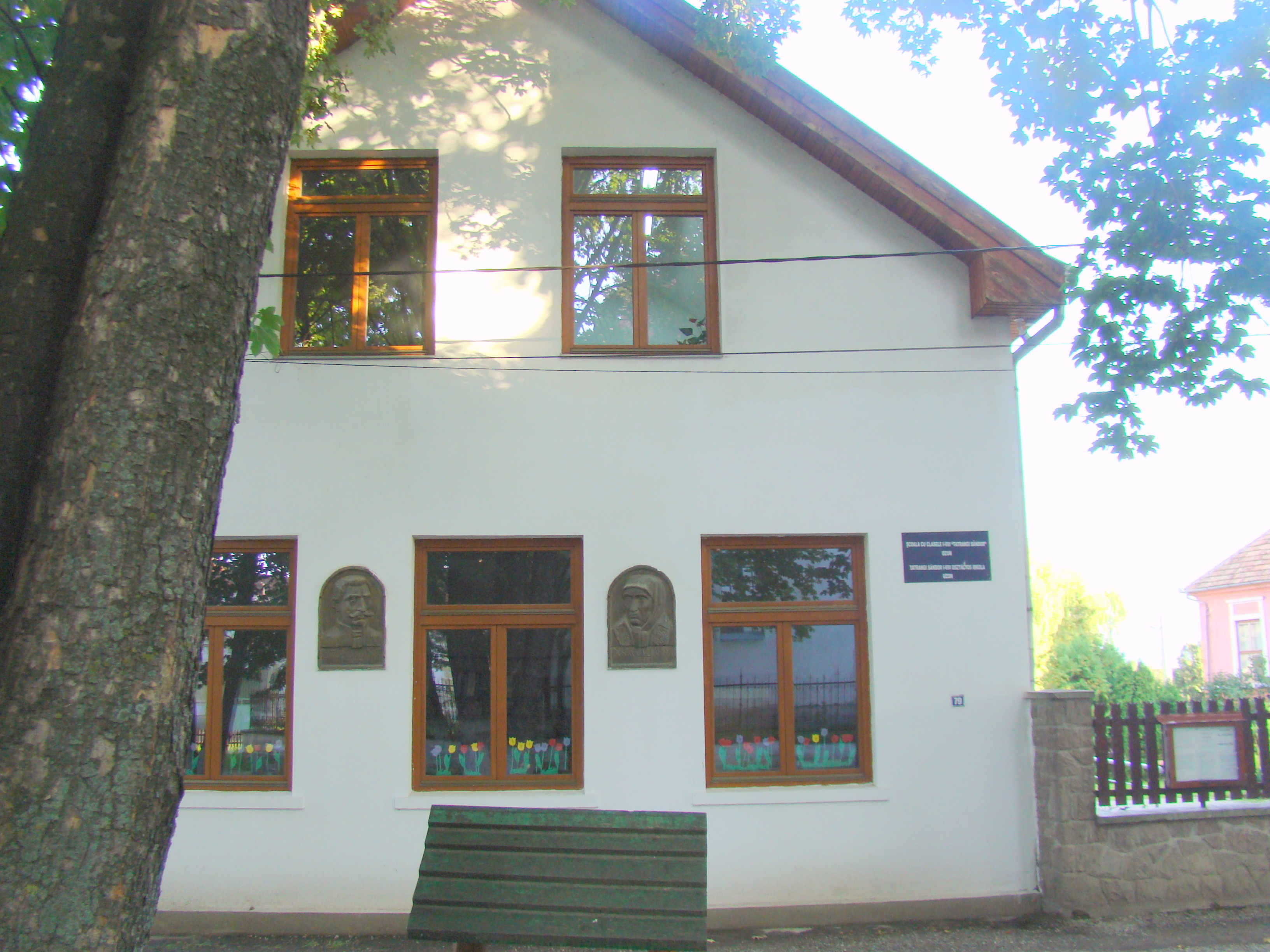
Școala
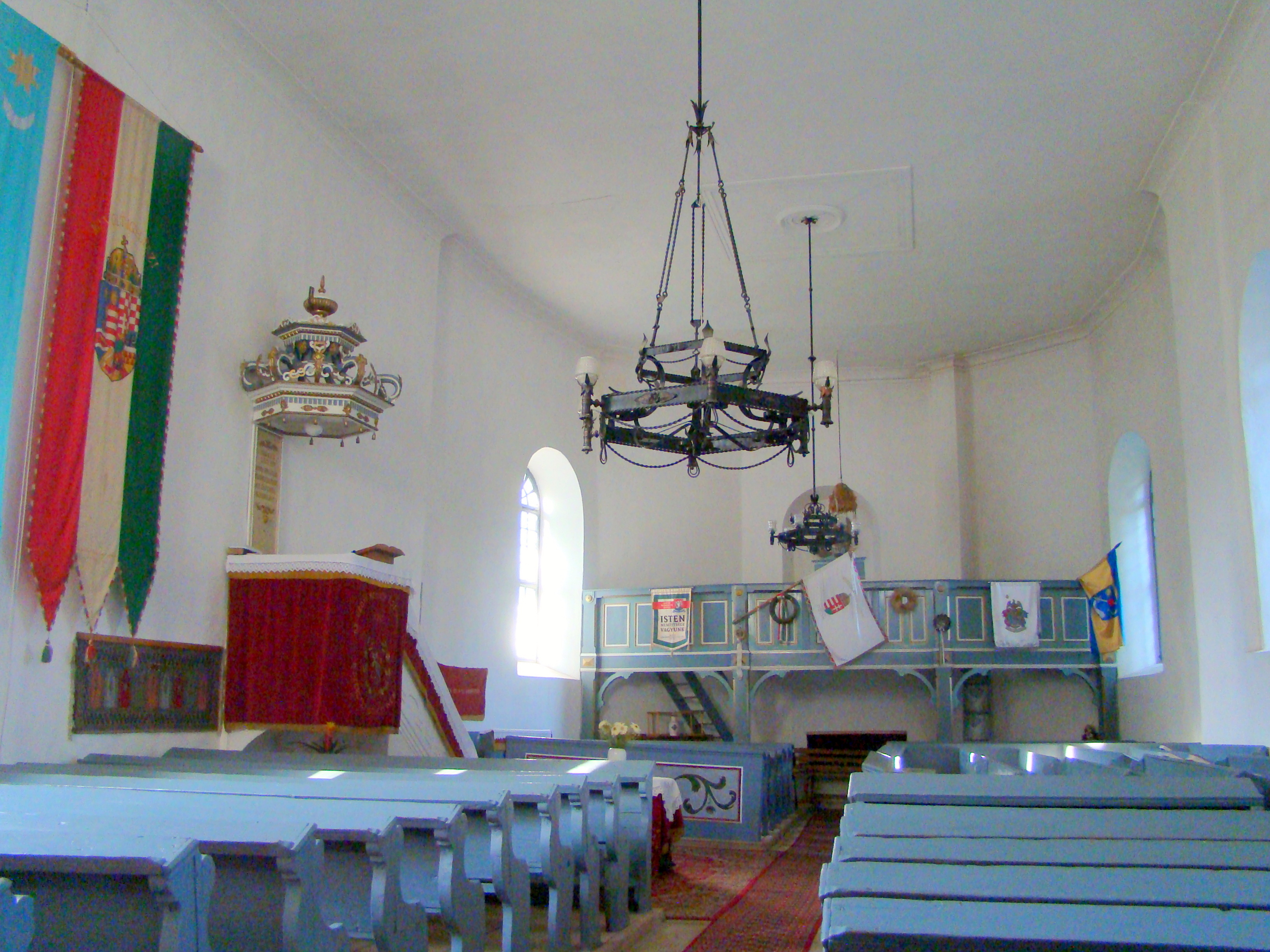
Biserica reformată din Ozun (monument istoric)
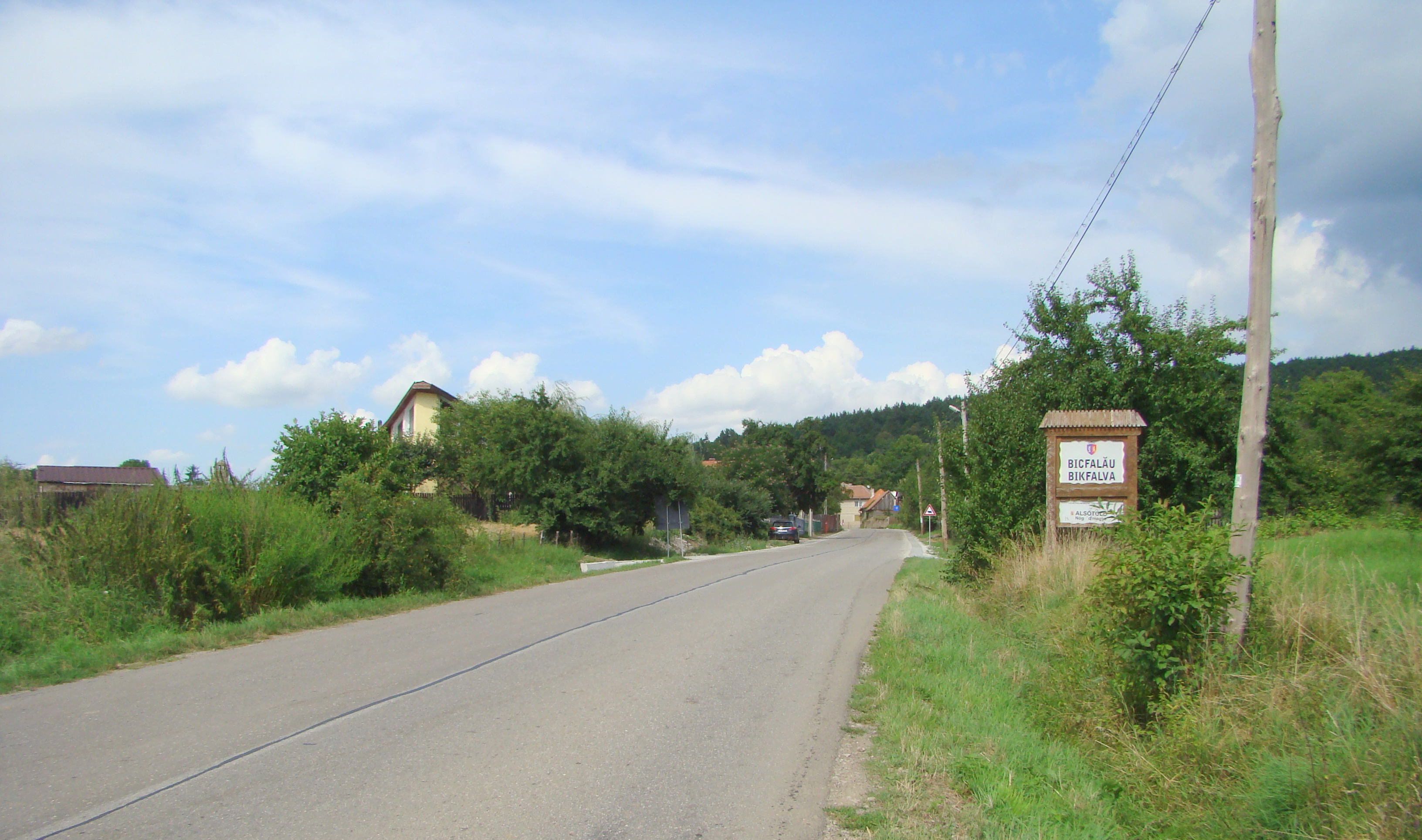
Bicfalău
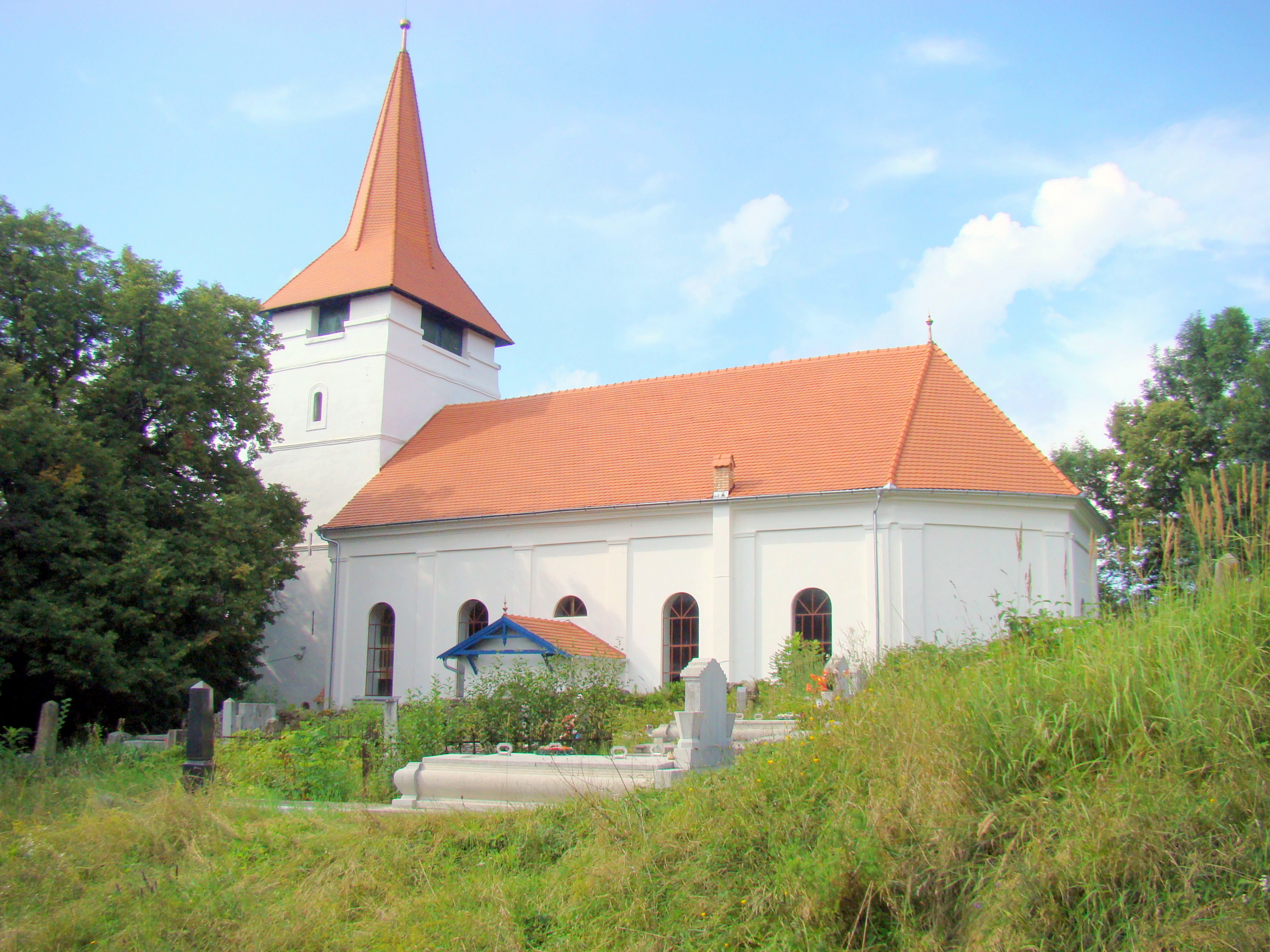
Biserica reformată din Bicfalău (monument istoric)
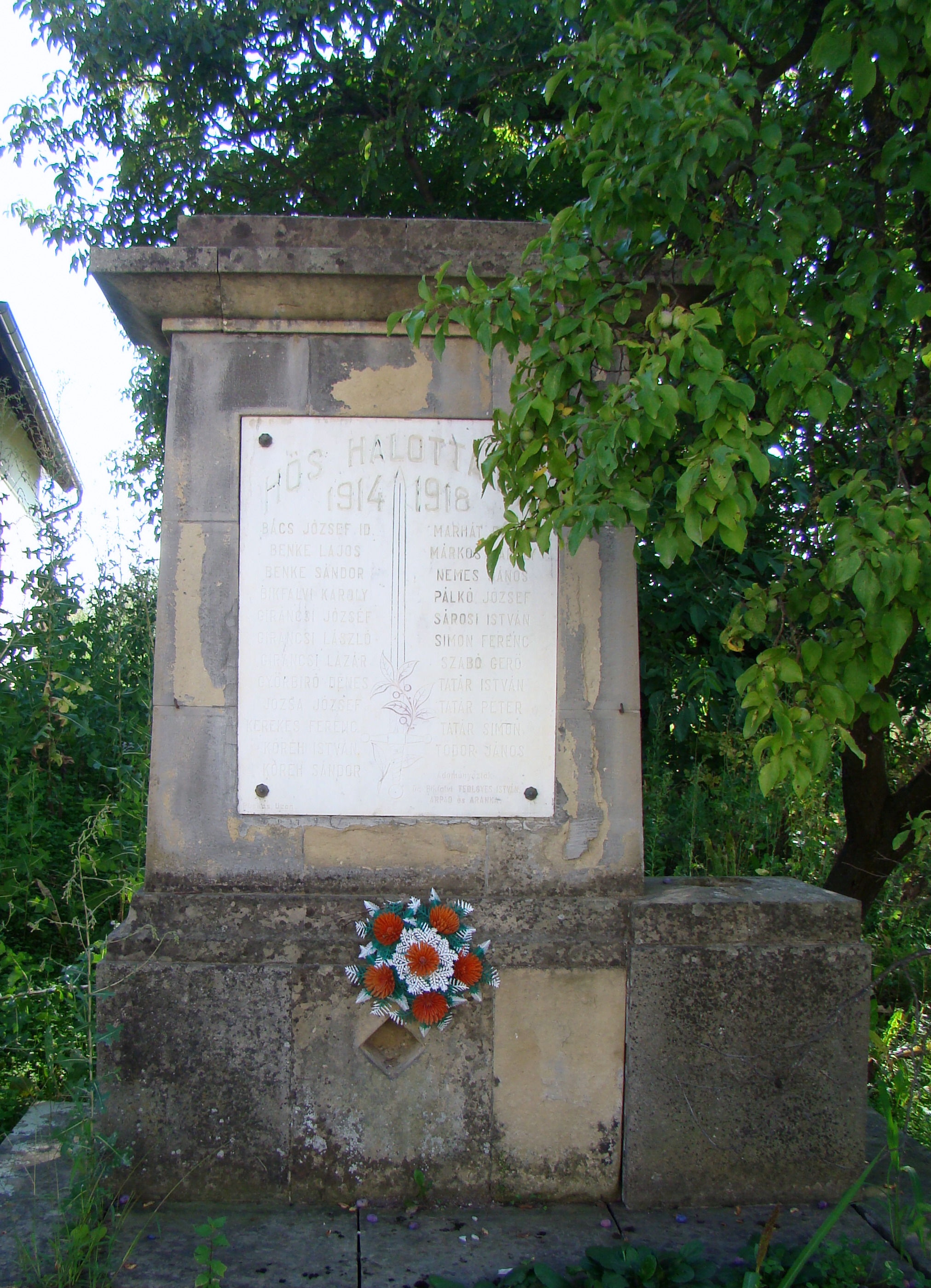
Monumentul eroilor din Primul Război Mondial
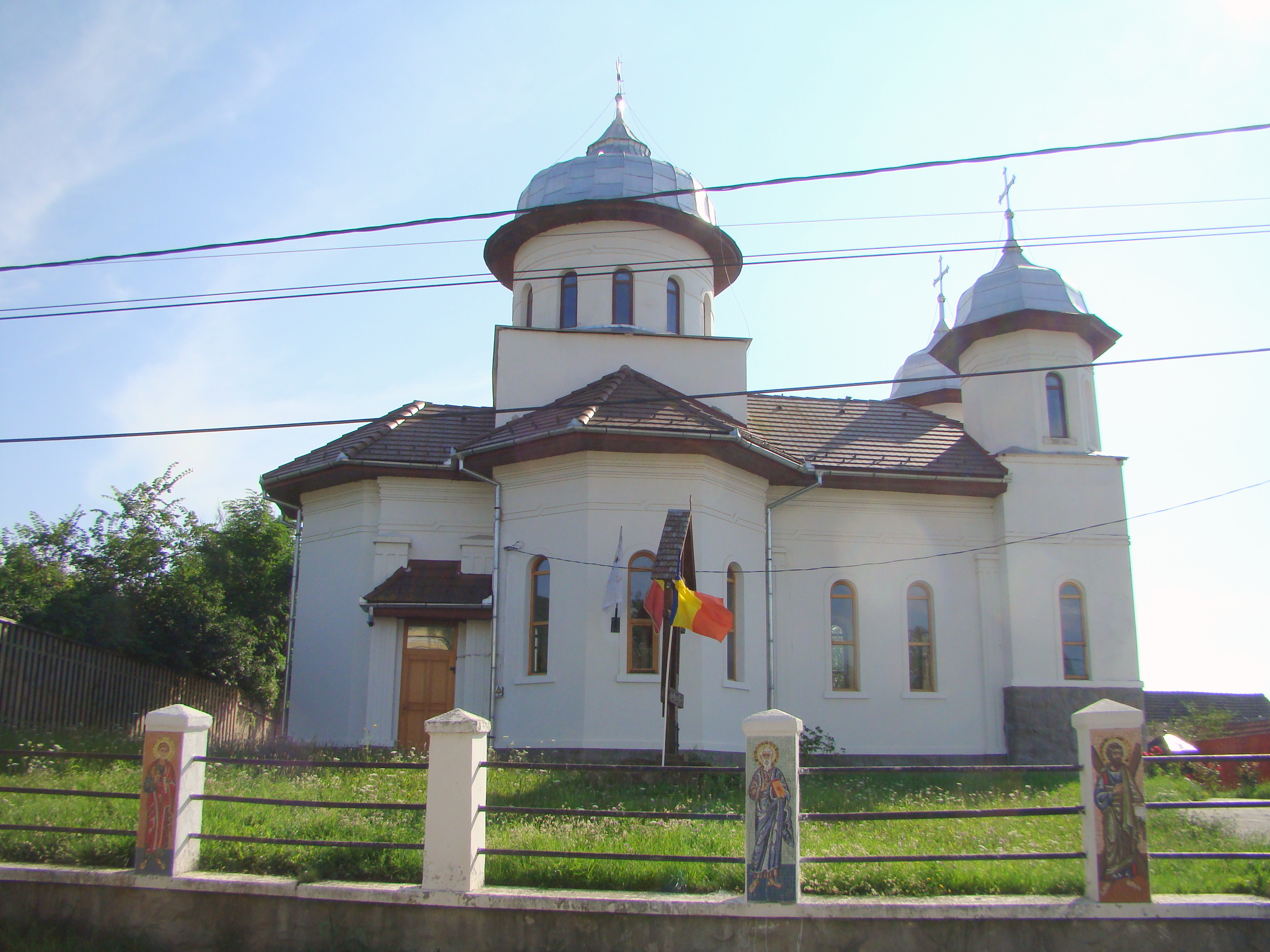
Biserica ortodoxă „Sfinții Apostoli Petru și Pavel” (1936)
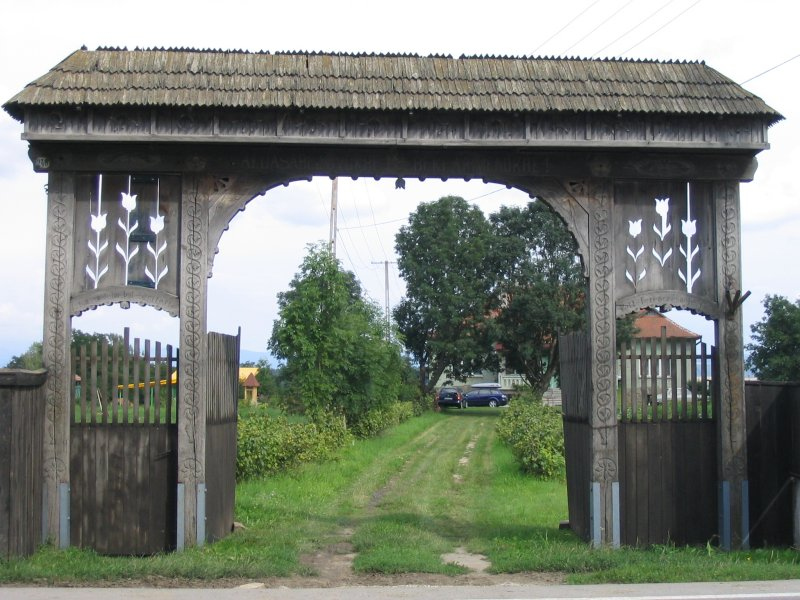
Sântionlunca
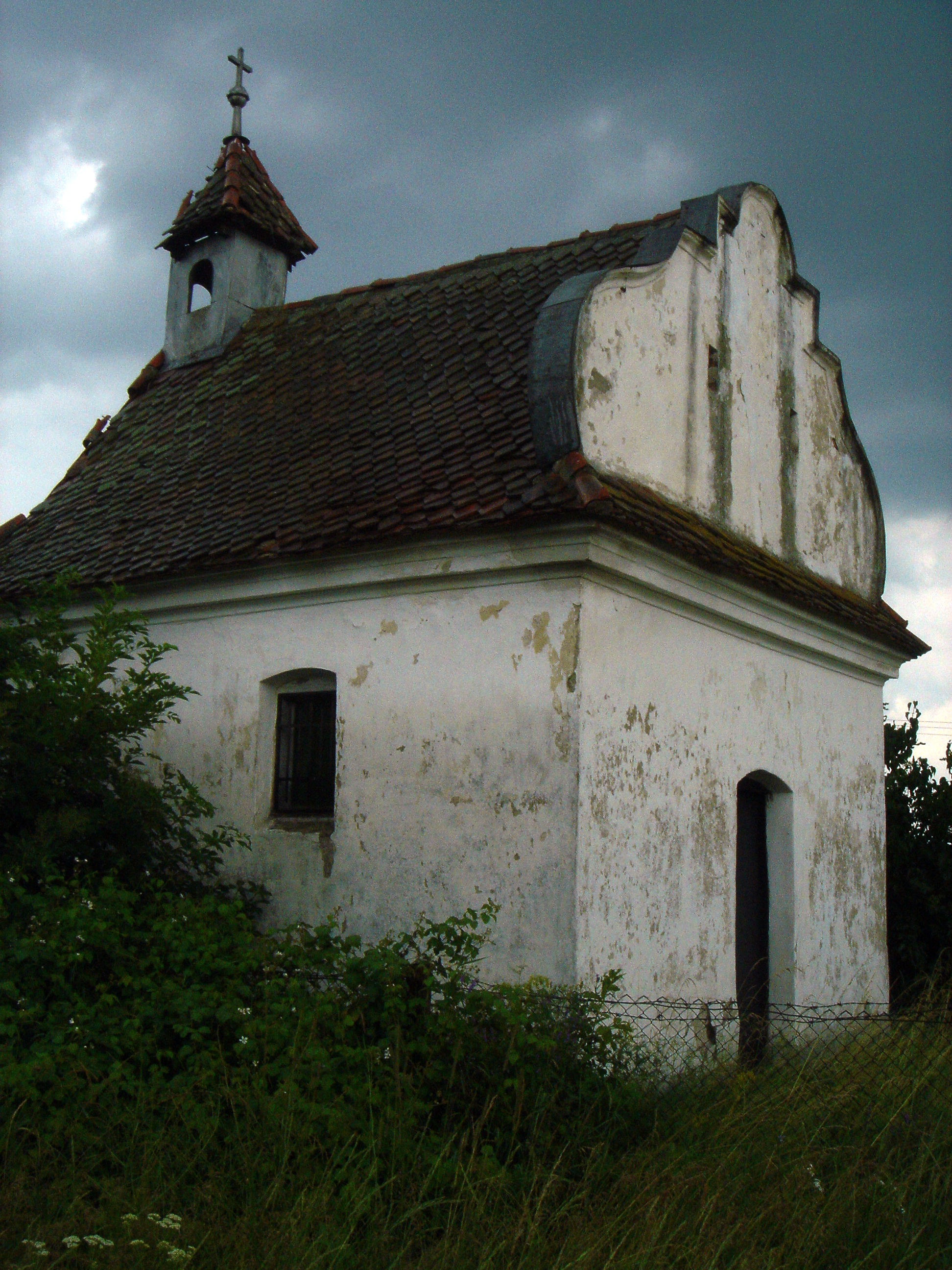
Capela Szentiványi (monument istoric)
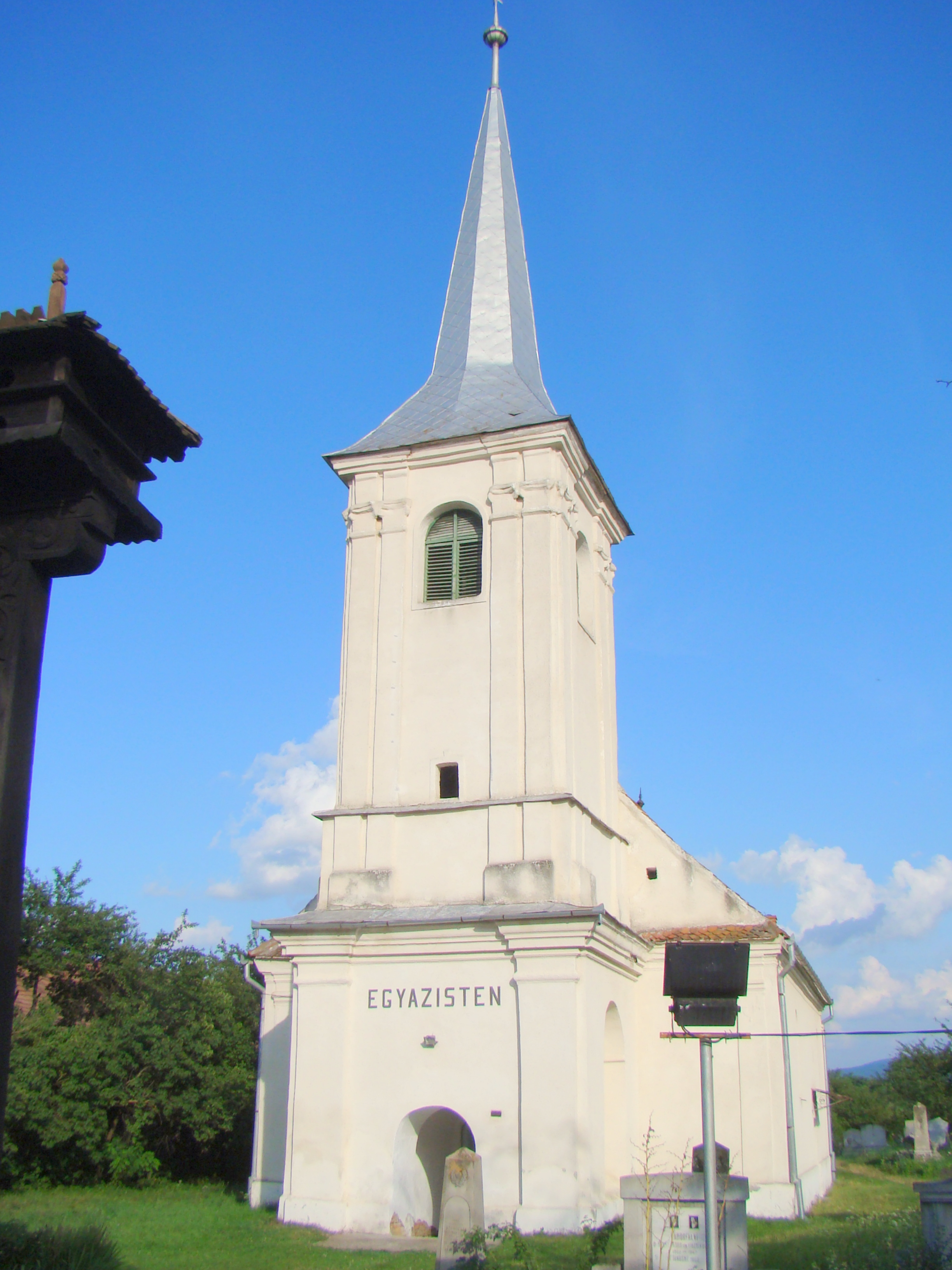
Biserica unitariană (1826)
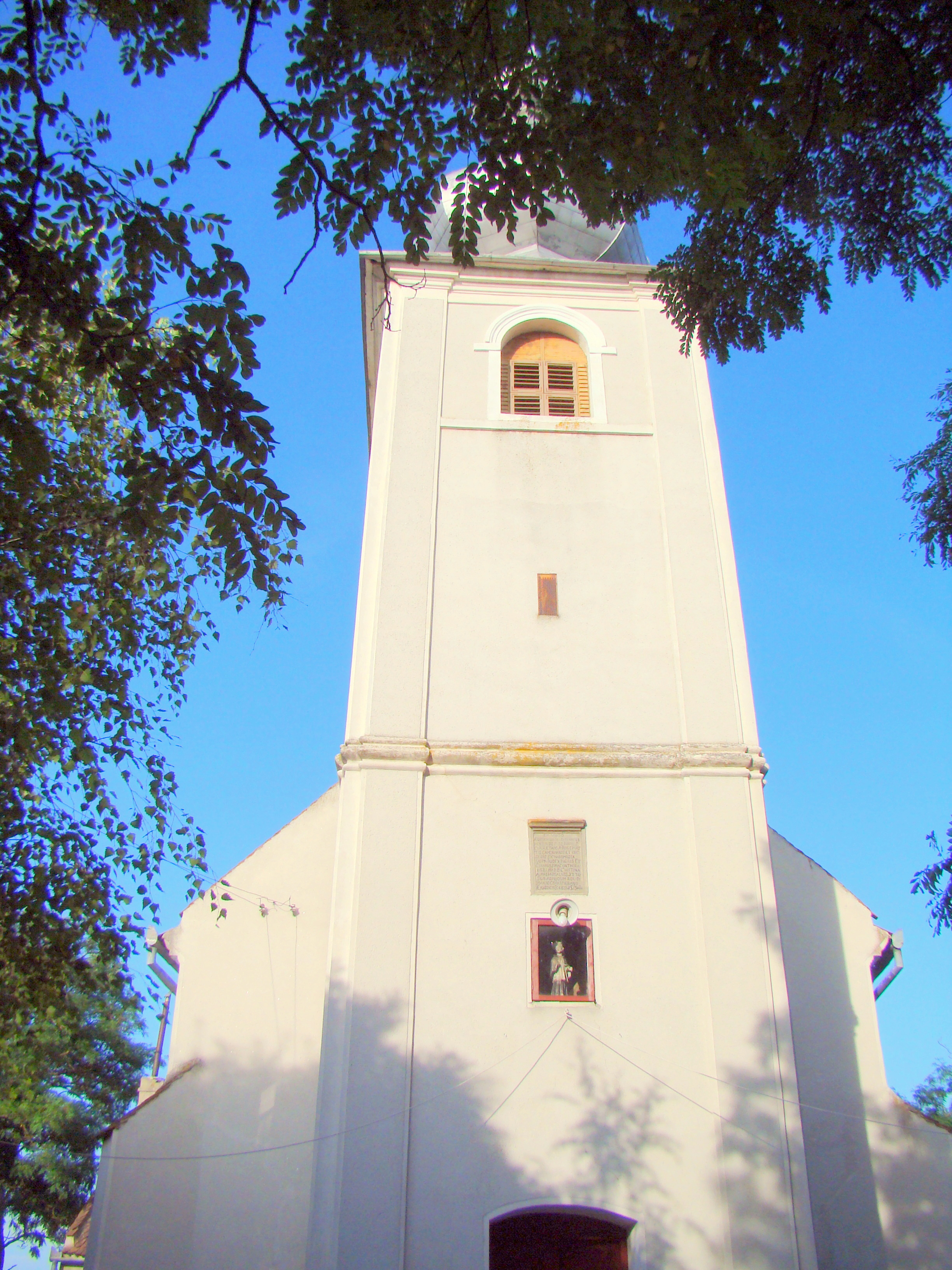
Biserica romano-catolică „Sf. Ioan Botezătorul" (1774, monument istoric)